# Hyalinobatrachium dianae
Hyalinobatrachium dianae é uma espécie de anfíbio anuro da família Centrolenidae. É de cor verde-lima e tem pele translúcida na parte inferior, e uma pupila de forma horizontal que o torna muito semelhante ao Sapo Cocas (Kermit) de Os Muppets.

## Distribuição geográfica
É endémica das selvas da vertente caribenha da Costa Rica.
Está ameaçada por perda de habitat natural.